# 黑节掠蛛
黑节掠蛛（学名：Drassodes nigrosegmentatus）为平腹蛛科掠蛛属的动物。在中国大陆，分布于新疆等地。该物种的模式产地在新疆。